# Modelo do coco de Diamond

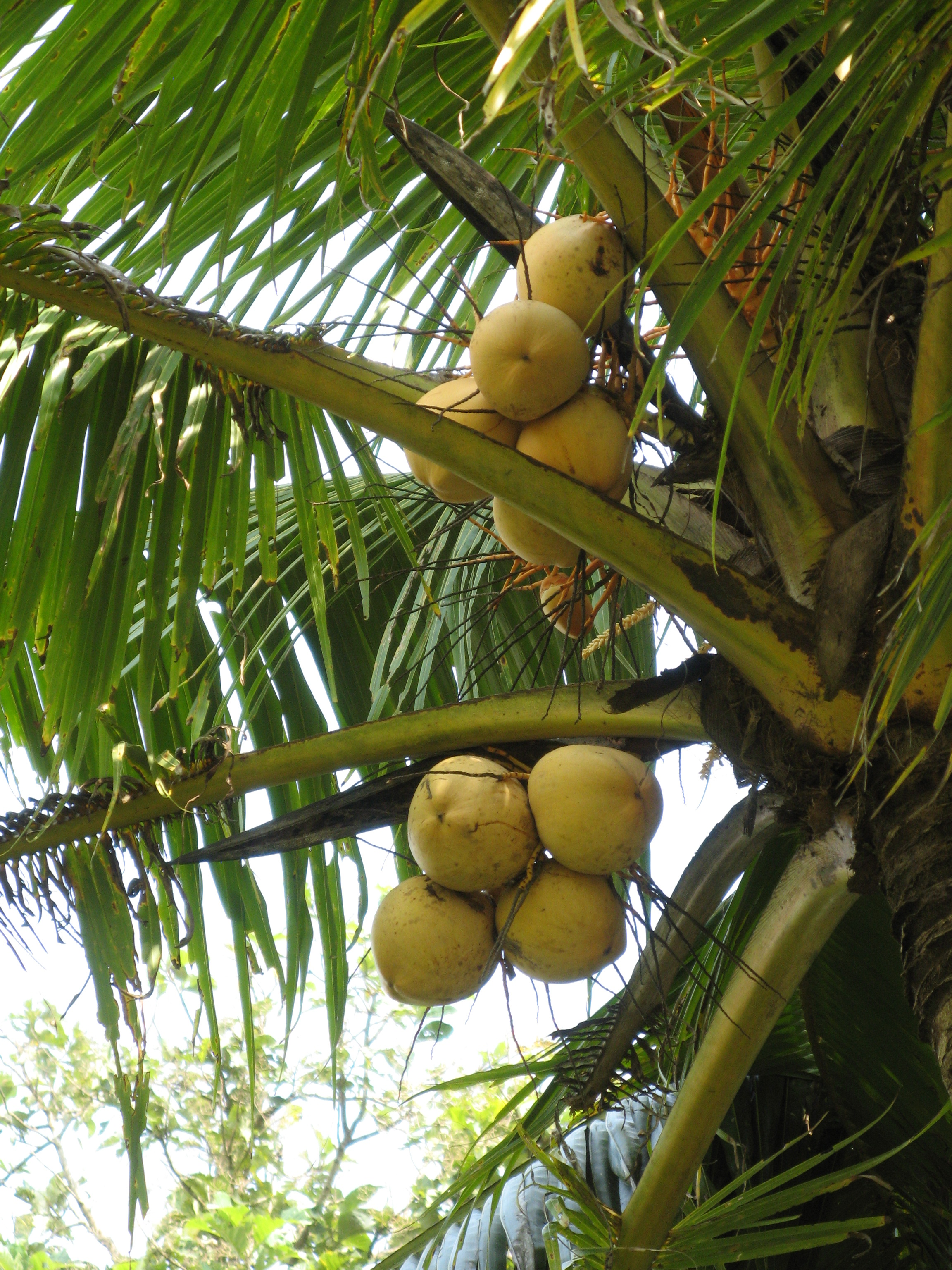
No modelo de Diamond as pessoas só subirão às palmeras para colectar cocos se acham que há um número suficiente de pessoas que também o estão a fazer.

O modelo do coco de Diamond é um modelo económico proposto pelo prêmio Nobel de economia Peter Diamond no que analisa como opera uma economia de busca em que os vendedores não podem encontrar compradores instantaneamente. O modelo foi primeiramente apresentado num artigo de 1982 publicado no Journal of Political Economy. O envolvimento principal do modelo é que as expectativas das pessoas sobre o nível de atividade agregada desempenham um papel crucial ao determinar este nível de atividade económica agregada. Uma interpretação frequente de sua conclusão, quando se aplica ao mercado de trabalho, é que a chamada taxa natural de desemprego pode não ser única (de facto pode existir um contínuo de "índices naturais") e inclusive ainda que seja única, pode não ser eficaz. O modelo de Diamond tem interessado a novos economistas keynesianos quem viram-no como fonte potencial do falhanço de coordenação, o qual poderia aclarar a causa da falha dos mercados.
O modelo toma seu nome da proposta imaginada por Diamond. Imaginava uma ilha (uma economia fechada) povoada por indivíduos que só consomem cocos. Os cocos obtêm-se ao ser colectados de palmeras a um custo (são "produzidos"). Como existe um tabu particular na ilha, qualquer pessoa que tenha coletado um coco não o pode consumir, sina que deve encontrar a outra pessoa com outro coco. Nesse momento os dois indivíduos podem comerciar com seus respectivos cocos e comê-los. A chave do modelo é que um indivíduo ao encontrar uma palmera cocotera, tendo em conta que escalar é caro, só estará disposto a subir para conseguir um coco se há um número suficientemente alto de outras pessoas que também estão dispostas a fazer o mesmo. Se ninguém mais está a recolher cocos, então não terá nenhum sócio comercial potencial e não vale a pena subir à árvore para obter cocos. Daí, que o que os indivíduos achem que farão os demais joga um papel crucial para determinar o resultado global. Como resultado, as expectativas pessoais (plenamente racionais) se convertem numa profecia autocumplida e a economia pode terminar com múltiplos equilíbrios, a maioria deles, se não todos, caracterizados pela ineficiência.